# Багрій Тарас Зеновійович
Тарас Зеновійович Багрій (нар. 10 вересня 1955 року, с. Плісняни, Зборівський район, Тернопільська область) — громадський діяч української діаспори в Канаді, президент відділу Конґресу Українців Канади у Торонто (2014—2020) та Онтаріо (від 2020).

## Біографія
В 1972 році закінчив Гусаківську середню загальноосвітню школу з золотою медаллю. В 1972—1976 роках навчався в Дрогобицькому державному педагогічному університеті імені Івана Франка. Отримав диплом з відзнакою.
Шістнадцять років працював вчителем математики в селі Більче Миколаївського району Львівської області.. В 1991 році, на конкурсній основі, був обраний директором Дрогобицької загальноосвітньої школи І-ІІІ ступенів № 14.
У 2000 році емігрував до Канади, до міста Торонто, де долучився до діяльності місцевої української громади. Був членом Ради Директорів Міжнародної Організації Українських Громад «Четверта хвиля», членом Ради Директорів Конґресу Українців Канади, відділу Торонто.
В 2014—2020 — президент Конґресу Українців Канади (КУК) відділ Торонто, в 2015—2017 роках — член ради директорів Міжнародного фонду Івана Франка.
В 2017 році, як волонтер, їздив на Фіджі відбудовувати місцеву інфраструктуру, після урагану «Вінстон». Був єдиним українцем в складі групи добровольців з Канади.
В 2021 році обраний головою Онтарійської Провінційної Ради Конґресу Українців Канади. Керівник менторської програми Світового Конґресу Українців.
9 вересня 2021 року присвоєно звання почесного громадянина міста Дрогобича, що на Львівщині.

## Нагороди
- Відзнака Президента України — Хрест Івана Мазепи  (2017 рік)[7].
- Медаль Волонтера Генерал-губернатора Канади за значний та багатолітній внесок у розбудову громади у Канаді та за її межами на добровільних засадах (2019 рік)[8].
- Державна нагорода України — Орден «За заслуги» III ступеня (2020 рік)[9].

## Фото

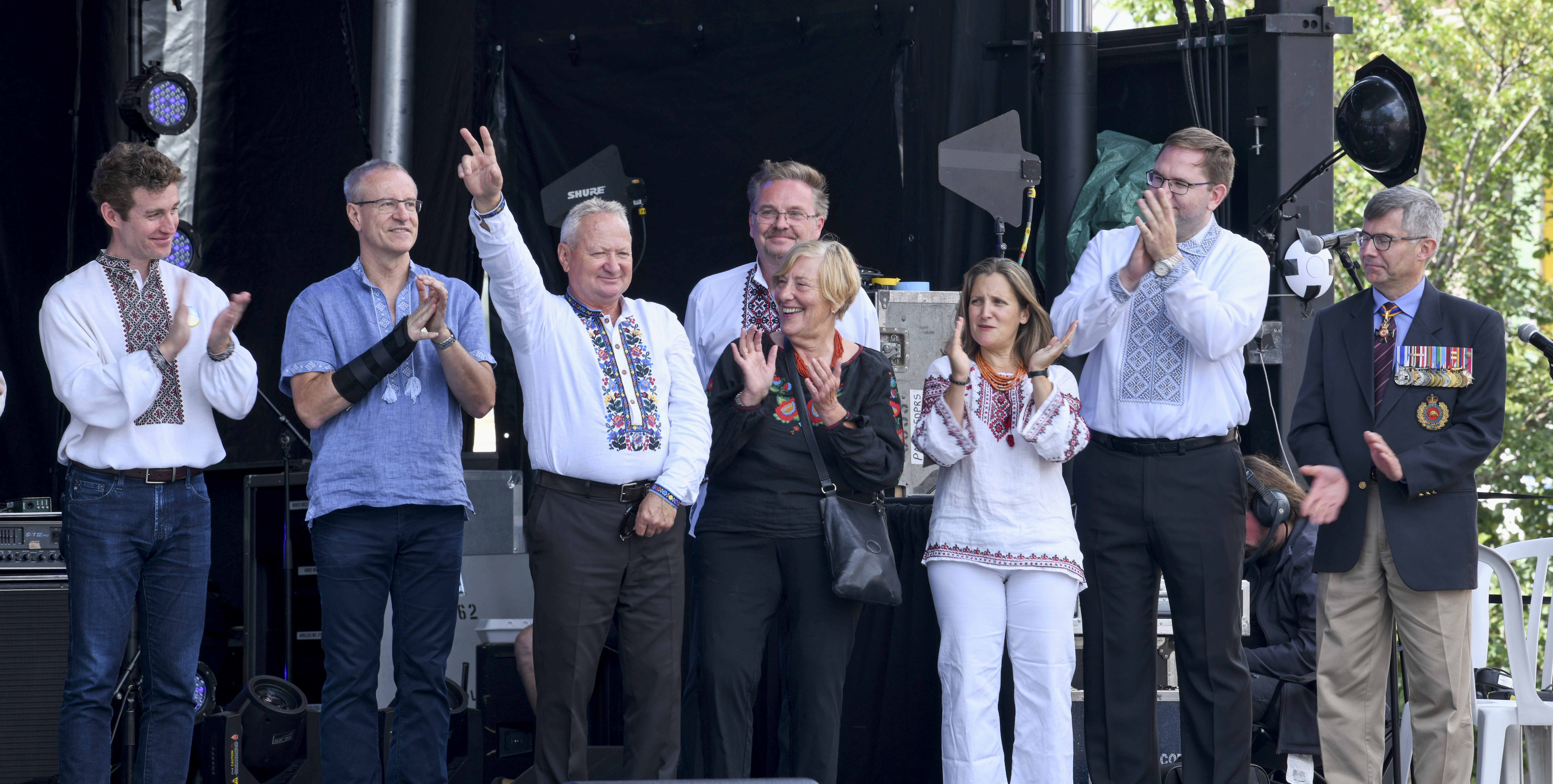
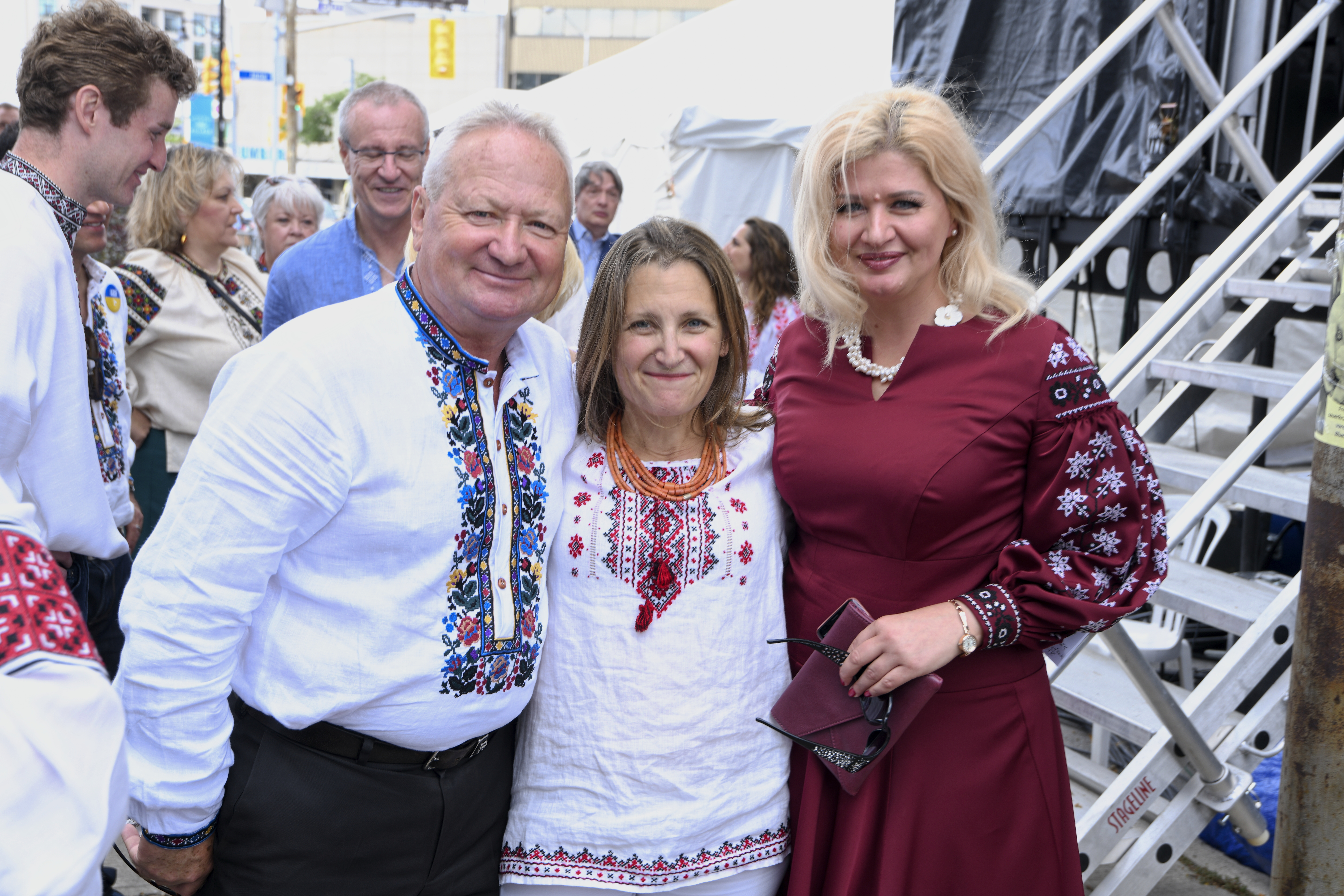
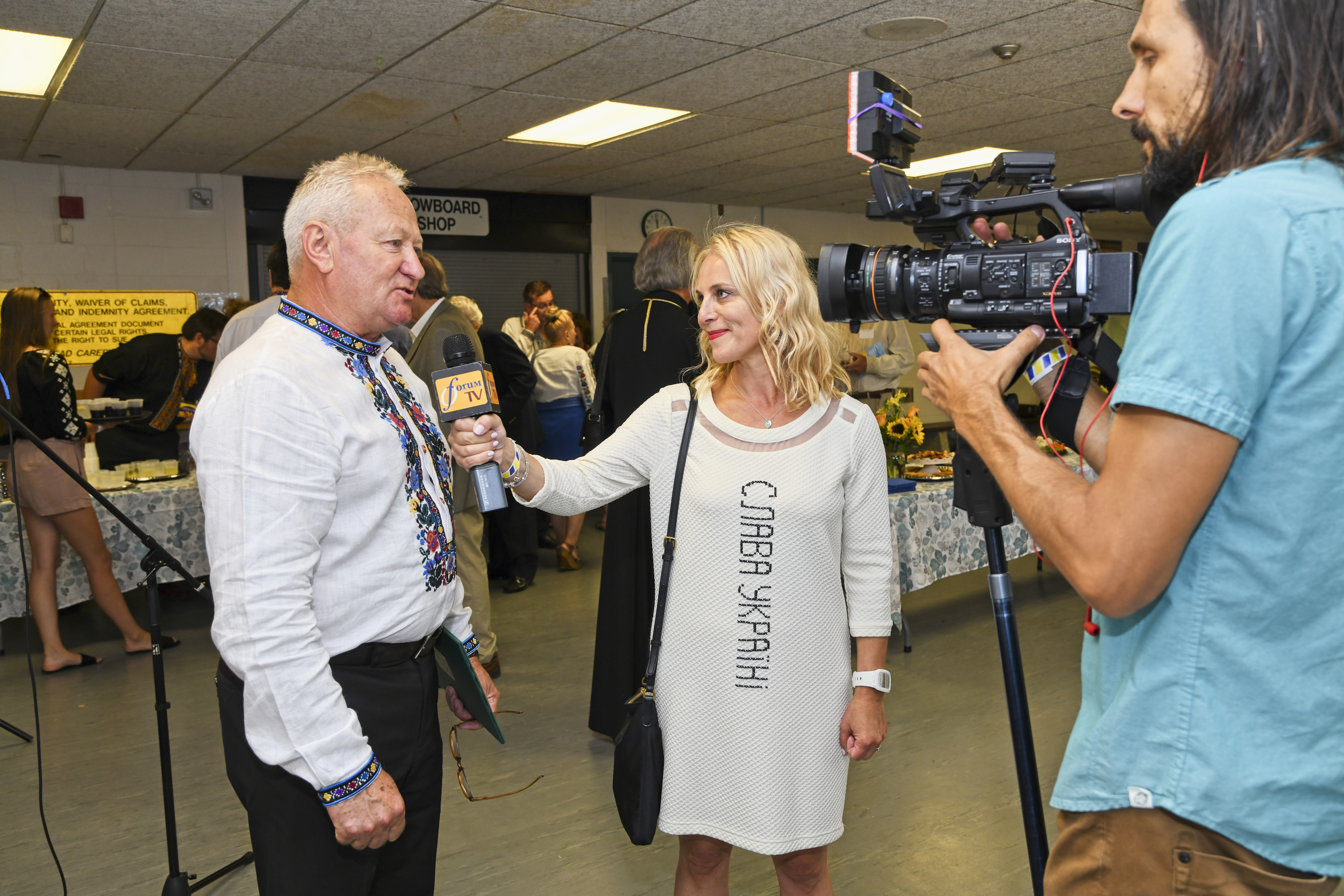
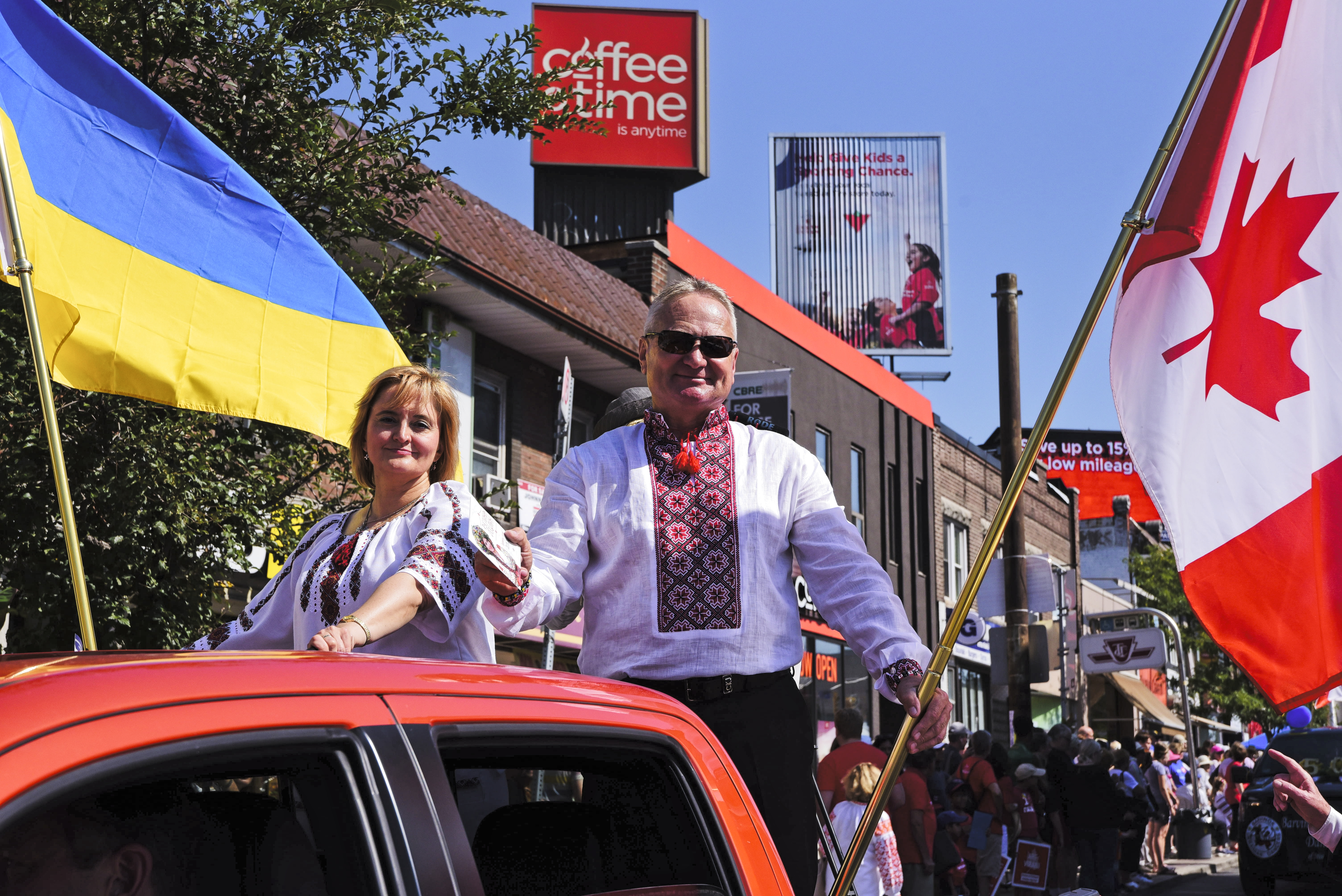
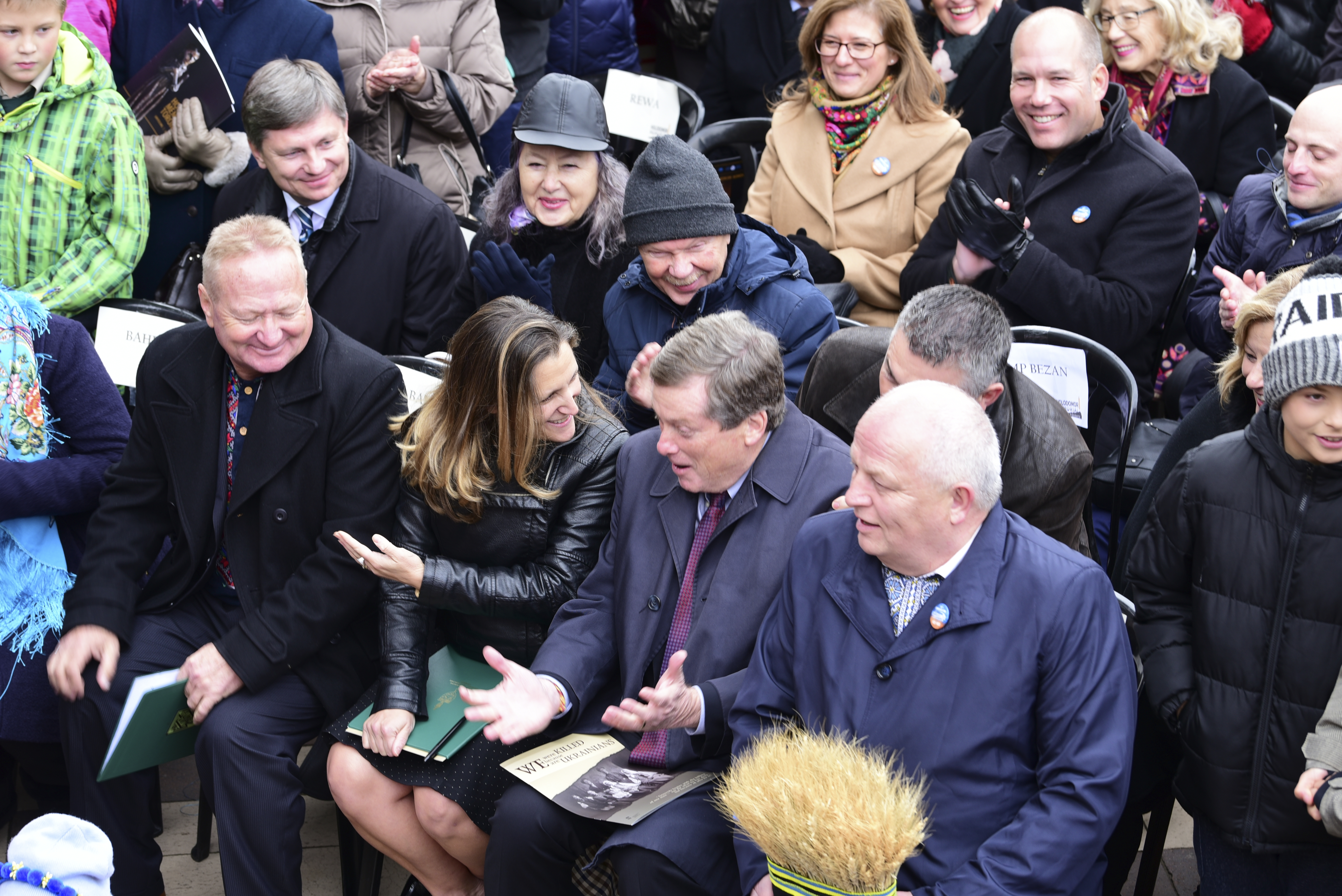
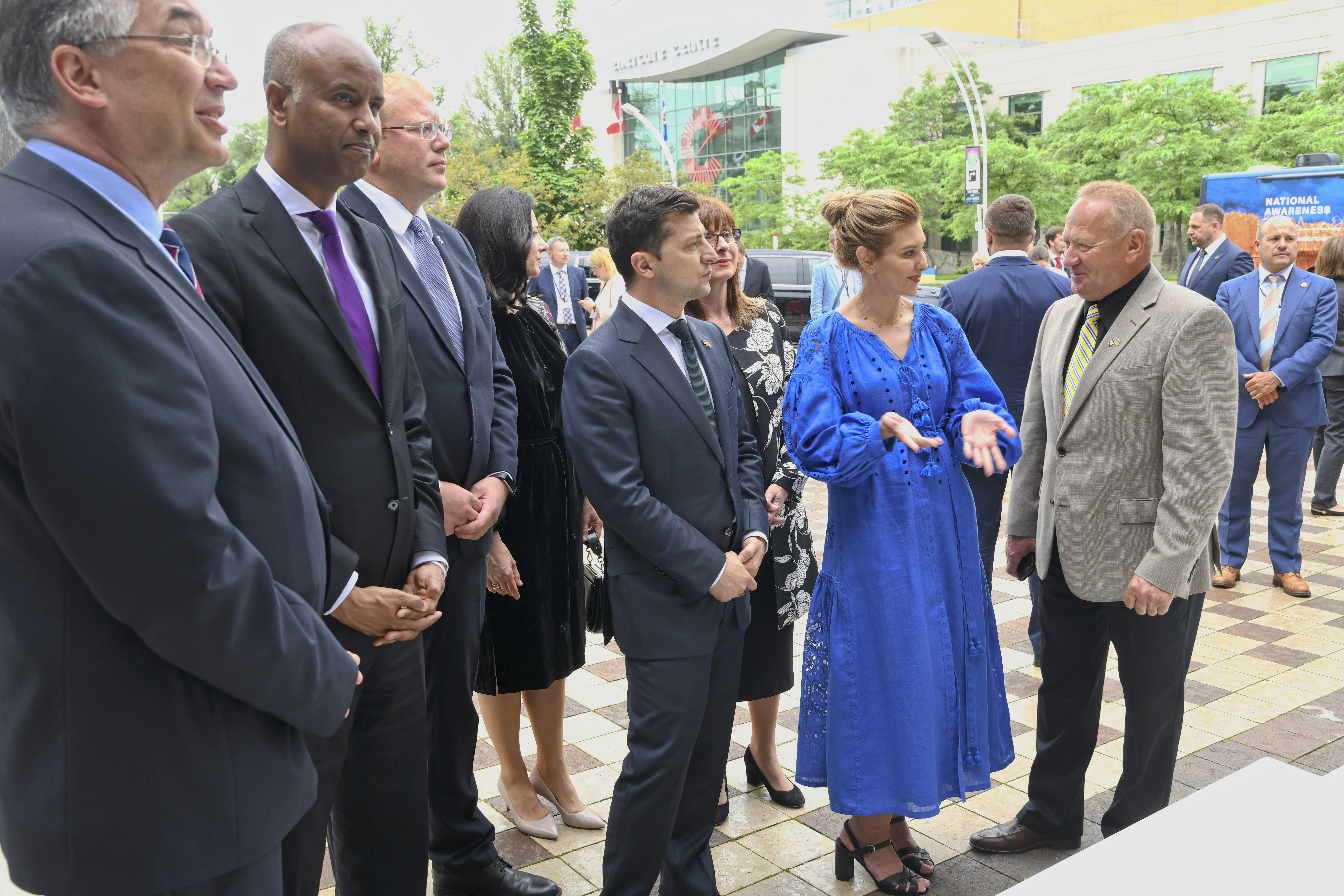